# Asamblea Nacional (Malaui)
La Asamblea Nacional de Malaui es el órgano legislativo supremo de la nación. Está situado en Cerro Capital, en Lilongüe a lo largo de Avenida Presidencial. La Asamblea Nacional solo posee supremacía legislativa y así poder definitivo encima todos otros cuerpos políticos en Malawi. El presidente de la Asamblea es elegido por sus pares. Desde el 19 de junio de 2019 la presidenta es Catherine Gotani Hara.
La Constitución de 1994 preveía un Senado, pero el Parlamento lo derogó. Por lo tanto, Malaui tiene una legislatura unicameral en la práctica. La Asamblea Nacional tiene 193 Parlamentarios quiénes son directamente elegidos en circunscripciones electorales utilizando la mayoría simple (Escrutinio mayoritario uninominal) para un mandato de cinco años.

## Funciones y poderes
La Asamblea Nacional tiene el mandato de fortalecer la democracia y el buen gobierno a través de sus funciones clave que son:
- Promulgar legislación para el bien de la nación.
- Mantener la supervisión del Ejecutivo en nombre del pueblo de Malaui.
- Representar los intereses y aspiraciones de los constituyentes para la promoción de la gobernabilidad democrática y el logro del desarrollo sostenible.

Las responsabilidades de la Asamblea Nacional se realizan a través de los Comités Plenarios. La Sección 66 de la Constitución establece funciones y poderes específicos de la Asamblea Nacional de la siguiente manera:
- Recibir, modificar, aceptar o rechazar facturas (tanto gubernamentales como privadas).
- Iniciar Facturas de Miembros Privados por moción de cualquier Miembro y enmendar, aceptar o rechazar todas las Facturas de Miembros Privados.
- Debatir y votar mociones en relación con cualquier asunto, incluidas las mociones para acusar y condenar al Presidente o Vicepresidente de la República.
- Confirmar ciertos nombramientos públicos realizados por el Ejecutivo.
- Tomar todas las acciones necesarias para el ejercicio adecuado de sus propias funciones.
- Ejercer las demás funciones y poderes que le confiera la Constitución.

## Sistema Electoral
Malaui es un estado multipartidista. El sistema electoral que se utiliza es son las circunscripciones electorales utilizando el escrutinio mayoritario uninominal, donde un ganador se determina por mayoría simple.
El Parlamento de Malaui es unicameral con todos sus miembros elegidos directamente. Las primeras elecciones multipartidistas se celebraron en 1994 después de 30 años de un gobierno unipartidista desde la independencia en 1964.
Las elecciones presidenciales y parlamentarias se celebran simultáneamente cada 5 años.

### Requisitos
Todos los ciudadanos de Malawi que hayan cumplido los 21 años y puedan leer y hablar bien el inglés pueden ser elegidos como miembros del Parlamento, excepto cuando:
- El individuo tenga lealtad a un estado extranjero.
- El tribunal de justicia competente haya condenado al individuo por un delito que implica deshonestidad o depravación moral en los últimos 7 años antes de las elecciones.
- El individuo ha sido declarado en quiebra bajo las leyes de la República.
- El individuo es titular de un cargo público o es miembro en funciones de las fuerzas armadas o de la policía a menos que primero renuncie al cargo.

## Presidentes de la Asamblea Nacional
| Consejo Legislativo  | Consejo Legislativo   | Consejo Legislativo     | Consejo Legislativo     | Consejo Legislativo | Consejo Legislativo                  |
| N.º                  | Nombre                | Inicio                  | Fin                     | Partido             | Partido                              |
| -------------------- | --------------------- | ----------------------- | ----------------------- | ------------------- | ------------------------------------ |
| 1                    | Henry Wilcox Wilson   | 1958                    | 1961                    |                     |                                      |
| 2                    | W. Wenban-Smith       | 1961                    | 13 de agosto de 1963    |                     |                                      |
| 3                    | Alec Mjuma Nyasulu    | 13 de agosto de 1963    | 1964                    |                     | Partido del Congreso de Malaui (MCP) |
| Asamblea Legislativa |                       |                         |                         |                     |                                      |
| 3                    | Alec Mjuma Nyasulu    | 1964                    | 6 de julio de 1964      |                     | Partido del Congreso de Malaui (MCP) |
| Asamblea Nacional    |                       |                         |                         |                     |                                      |
| 3                    | Alec Mjuma Nyasulu    | 6 de julio de 1964      | 27 de octubre de 1964   |                     | Partido del Congreso de Malaui (MCP) |
| 4                    | Ismail K. Surtee      | 27 de octubre de 1964   | 1971                    |                     | Partido del Congreso de Malaui (MCP) |
| 5                    | Alec Mjuma Nyasulu    | 1971                    | 11 de febrero de 1975   |                     | Partido del Congreso de Malaui (MCP) |
| 6                    | Nelson P.W. Khonje    | 11 de febrero de 1975   | Marzo de 1987           |                     | Partido del Congreso de Malaui (MCP) |
| 7                    | Mordecai Lungu        | Marzo de 1987           | 20 de noviembre de 1992 |                     | Partido del Congreso de Malaui (MCP) |
| 8                    | Brain Mtawali         | 20 de noviembre de 1992 | 30 de junio de 1994     |                     | Partido del Congreso de Malaui (MCP) |
| 9                    | Rodwell Munyenyembe   | 30 de junio de 1994     | 13 de julio de 1999     |                     | Alianza por la Democracia (AFORD)    |
| 10                   | Sam Mpasu             | 13 de julio de 1999     | Mayo de 2003            |                     | Frente Democrático Unido (UDF)       |
| 11                   | Davis Katsonga        | Mayo de 2003            | Junio de 2004           |                     | Frente Democrático Unido (UDF)       |
| 12                   | Rodwell Munyenyembe   | Junio de 2004           | Junio de 2005           |                     | Frente Democrático Unido (UDF)       |
| 13                   | Louis Chimango        | Junio de 2005           | 15 de junio de 2009     |                     | Partido del Congreso de Malaui (MCP) |
| 14                   | Chimunthu Banda       | 15 de junio de 2009     | 20 de mayo de 2014      |                     | Partido Demócrata Progresista (DPP)  |
| 15                   | Richard Msowoya       | 20 de mayo de 2014      | 19 de junio de 2019     |                     | Partido del Congreso de Malaui (MCP) |
| 16                   | Catherine Gotani Hara | 19 de junio de 2019     | Actualidad              |                     | Partido del Congreso de Malaui (MCP) |